# Izghad
Izghad est un petit village de Kabylie (Algérie) commune de Leflaye, daïra de Sidi-Aïch. Il a été fondé au XIXe siècle par quelques familles, rejointes par la suite par d’autres, formant ainsi le village actuel.
Izghad vient du verbe zadghath (Habiter).

## Situation géographique
Izghad est situé à 50 km au Sud-Ouest de Béjaïa et à 3 km à l’ouest de Sidi-Aïch. Il est entouré par Leflaye à l'Est, Ait Daoud au Nord, la forêt et plusieurs champs au sud et à l’Ouest.
Ce village se trouve à environ 280 mètres d’altitude. Caractérisé par un climat méditerranéen, hiver très rude et pluvieux et été très chaud et sec. La culture de l’olivier y est très pratiquée.

## Population
Izghad compte environ 860 habitants.